# Thanh gươm của Thánh Václav

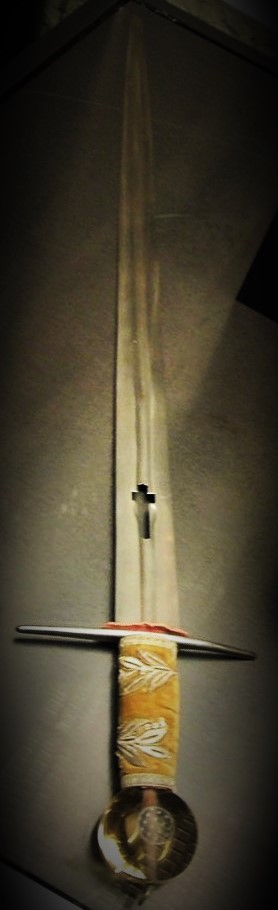
Cận cảnh thanh gươm Thánh

Thanh gươm của Thánh Václav (tiếng Séc: Meč svatého Václava) hay còn được gọi là thanh gươm đăng quang của xứ Bohemia (Korunovační meč Čech) là một thanh gươm được sử dụng trong buổi lễ đăng quang cho các vị vua mới lên ngôi ở Praha. Lưỡi gươm này được cho là có niên đại từ thế kỷ 10, vào thời của Thánh Václav. Cùng với Thánh Giá đăng quang, thanh gươm cũng được coi là một phần của báu vật hoàng gia Bohemia. Khác với những báu vật hoàng gia còn lại, thanh gươm và Thánh Giá được trưng bày trong triển lãm thường trực của Kho tàng nhà thờ Chính tòa Thánh Vitus trong nhà nguyện Thánh Giá tại lâu đài Praha.

## Lịch sử

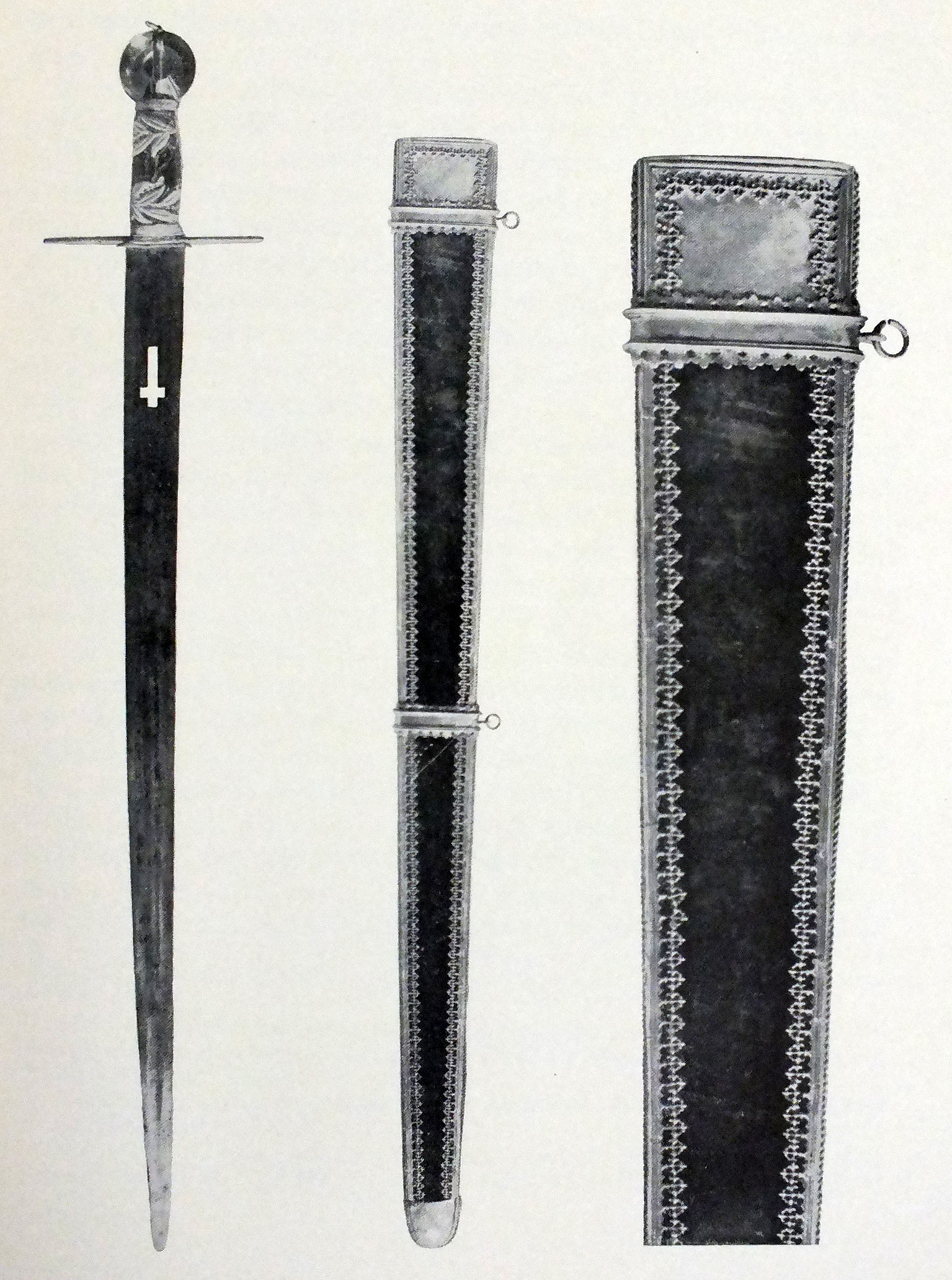
Thanh gươm và chuôi gươm

Có hai khả năng về nguồn gốc của thanh gươm Thánh. Đầu tiên, thanh gươm được cho là được chế tác vào thế kỷ 14 theo lệnh của vua Karl IV của Thánh chế La Mã để tưởng nhớ Thánh Václav trong đại lễ đăng quang của mình. Tuy nhiên, gần đây, khi thanh gươm được đem ra xác định niên đại bằng công nghệ thì mới phát hiện ra rằng có thể lưỡi gươm đã được làm từ đầu thời Trung Cổ (vào khoảng thế kỷ 10), do đó thanh gươm có thể thực sự thuộc về Thánh Václav. Riêng lỗ khoét hình thập tự giá trên thân gươm và cán cầm được xác định là có niên đại muộn hơn, có lẽ là vào thế kỷ 13. Trong bộ sưu tập Kho tàng nhà thờ Chính tòa Thánh Vitus còn có một chiếc mũ và áo giáp được bảo tồn rất tốt và được cho là cũng của Thánh Václav.
Thanh gươm lần đầu được nhắc đến trong một bản kiểm kê vật phẩm của Kho tàng nhà thờ Chính tòa Thánh Vitus vào năm 1333. Không rõ thanh gươm được sử dụng lần đầu là khi nào trong đại lễ đăng quang nhưng trong Pháp lệnh đăng quang do vua Karl Đệ Tứ soạn vào năm 1347, thanh gươm đã thực sự có một vai trò nhất định về mặt nghi thức. Vào thời xưa, thanh gươm Thánh cùng các báu vật hoàng gia được quan chủ tế của Vương quốc Bohemia dâng lên nhà vua trước bàn thờ chính điện của Nhà thờ chính tòa Praha, trong đại lễ đăng quang. Trong đại lễ đăng quang, trước khi nhà vua được trao vương miện, thanh gươm được dùng để ban phước cho nhà vua. Sau đó, vào cuối buổi lễ, khi nhà vua đã chính thức được tôn phong làm một vị vua mới thì thanh gươm sẽ được dùng để phong tước hiệp sĩ.

## Miêu tả

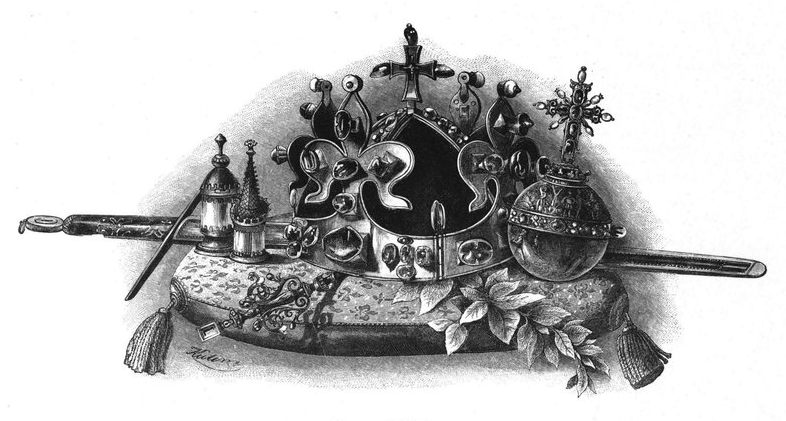
Thanh gươm của Thánh Václav là một phần của báu vật hoàng gia Bohemia

Chiều dài của lưỡi gươm là 76 centimet, trên thân gươm còn có một lỗ khoét hình chữ thập với kích cỡ là 45 x 20 milimét. Thanh gươm có tay cầm bằng gỗ bọc vải nhung nâu vàng và được thêu hình cành nguyệt quế bằng sợi chỉ ánh bạc.